# Gran Premio Mipaaft Allevamento Maschi
Gran Premio Mipaaft Allevamento Maschi är ett årligt travlopp för 2-åriga varmblodiga travare som körs på Ippodromo La Maura i Milano i Italien i december och är Italiens största tvååringslopp. Det är ett Grupp 1-lopp, det vill säga ett lopp av högsta internationella klass. Loppet körs över 2100 meter med autostart.
2018 slogs loppet Gran Premio Allevatori ihop med Gran Criterium och skapade Gran Premio Mipaaft Allevamento Maschi, med 180 400 euro i samlad prissumma.

## Segrare
| År   | Häst            | Efter         | Kusk                       | Tränare               | Tid    |
| ---- | --------------- | ------------- | -------------------------- | --------------------- | ------ |
| 2024 | Ginostrabliggi  | Muscle Hill   | Gabriele Gelormini         | Philippe Allaire      | 1.14,6 |
| 2023 | Felipe Roc      | Filipp Roc    | Santo Mollo                | Santo Mollo           | 1.14,4 |
| 2022 | Energy King Gar | Wishing Stone | Antonio Simioli            | Pierluigi D'Angelo    | 1.14,0 |
| 2021 | Denzel Treb     | Nuncio        | Cesare Ferrantini          | Massimo Compagno      | 1.14,7 |
| 2020 | Callmethebreeze | Trixton       | Alessandro Gocciadoro      | Alessandro Gocciadoro | 1.15,1 |
| 2019 | Bristol Cr      | Owen Cr       | Gaetano di Nardo           | Sabato Bevilacqua     | 1.14,3 |
| 2018 | Axl Rose        | Love You      | Vincenzo P Dell'Annunziata | Umberto Todisco       | 1.15,0 |